# لی جونگ شیک
لی جونگ شیک (کره‌ای: 이정식؛ زادهٔ ۶ ژوئیه ۱۹۹۵) بازیگر و مدل اهل کره جنوبی است. او به خازر ایفای نقش در مجموعه‌های تلویزیونی من سه دوست‌پسر دارم (۲۰۱۹) و سامر گایز (۲۰۲۱) شناخته می‌شود.

## فیلم‌شناسی

### مجموعه تلویزیونی
| سال       | عنوان              | نقش         | منابع  |
| --------- | ------------------ | ----------- | ------ |
| ۲۰۱۹      | آکادمی کشاورزی     | لی هه سونگ  | [ ۵ ]  |
| ۲۰۱۹      | من سه دوست‌پسر دارم | گون وو      | [ ۶ ]  |
| ۲۰۱۹      | آکادمی کشاورزی ۲   | لی هه سونگ  | [ ۷ ]  |
| ۲۰۱۹–۲۰۲۰ | نواقص عشق          | دانشجو      | [ ۸ ]  |
| ۲۰۲۱      | سامر گایز          | ما ته هو    | [ ۹ ]  |
| ۲۰۲۱      | ام عزیز            | مون جون     | [ ۱۰ ] |
| ۲۰۲۲      | ردیاب              | کیم یونگ ته | [ ۱۱ ] |

### مجموعه اینترنتی
| سال  | عنوان      | نقش            | منابع         |
| ---- | ---------- | -------------- | ------------- |
| ۲۰۲۴ | رانینگ میت | کواک سانگ هیون | [ ۱۲ ] [ ۱۳ ] |